# Тунгстит
Тунгстит — мінерал, гідроксид вольфраму. Вперше мінерал було описано в 1868 році, в зразках, що знайдені поблизу Трамбулла (Коннектикут) на шахті «Хаббард Вольфрам» на Лонг-Гілл, тепер Археологічний майданчик Старого шахтного парку.
Синоніми: вольфрамін, вохра вольфрамова.

## Опис
Хімічна формула:
- 1. За Є. К. Лазаренком: WO2(OH)2.
- 2. За «Fleischer's Glossary» (2004): WO3•(H2O).

Містить (%): WO3 — 92,80; H2О — 7,20.
Сингонія ромбічна. Утворює мікроскопічні лусочки, нальоти, масивні, порошковидні до землистих аґреґати. Густина 5,5. Тв. 3,0. Колір золотисто-жовтий до зеленого. Блиск смолистий. Перламутровий полиск на пл. спайності. Прозорий. Продукт окиснення вольфрамових мінералів.

## Поширення
Знайдено у Калакаліні (Болівія), в шт. Колорадо (США), Вехн. В'єнні (Франція), Корнуолл (Велика Британія), Уганді.

## Різновиди
Розрізняють:
- ітротунгстит (гідрофольфрамат ітрію — YW3O9(OH)3; мінерал блідо-жовтого кольору; утворює суцільні скупчення та сфероліти; густина 5,8; зустрічається в зоні окиснення вольфрамових родовищ),
- купротунгстит (вольфрамат міді острівної будови — Cu2[(OH)2|WO4]; мінерал зеленого кольору; прихованокристалічний, волокнистий; продукт зміни шеєліту),
- торотунгстит (те ж саме, що й ітротунгстит).